# Sovjak (Bośnia i Hercegowina)
Sovjak (cyr. Совјак) – wieś w Bośni i Hercegowinie, w Republice Serbskiej, w gminie Gradiška. W 2013 roku liczyła 208 mieszkańców.